# Illustrierter Beobachter
L'Illustrierte Beobachter était un hebdomadaire illustré publié par le NSDAP qui parut de 1926 à 1945 aux éditions Franz Eher à Munich. 